# Língua laalaa
Lehar ou Laalaa (na própria língua) é uma das línguas cangin falada no Senegal na região Laa (ou Lehar), norte de Thiès e em Tambacounda. Os falantes, os sererês-lalas, são da etnia sererê. Como as línguas Ndut, Palor, Saafi e Noon, todas são relacionadas com a língua sererê. O Noon faz parte da família das línguas nigero-congolesas. Em 2002 os falantes eram 10.925.

## Escrita
Laalaa usa o alfabeto latino que apresenta as 5 vogais tradicionais em 20 formas que são letras simples, duplas (longas) e com acento agudo.  
Dentre as conosoantes não existem as letras Q, V, X, Z. Há formas alternativas das letras B, D, Y; a forma Ñ e os grupos Mb, Ng, Nj, Nd;

## Amostra de texto
Kíiskaakër, eníi a’ we yakaak ga ndumbelaan. Ga raɓcaa luufaa ɓeeɓ yaa baal woníi kason. Sahcaa ye karoan kaɓeetaa ɓeeɓ, ye sooy. Ye pesooy tejakal, tíbíl na temboot. Ye kaɗa bii ye yooyya lool. (Baal na pe’ caa caammodaa)